# L'Épée de l'ancillaire
L'Épée de l'ancillaire (titre original : Ancillary Sword) est un roman de science-fiction de l'écrivain américain Ann Leckie, publié en 2014 puis traduit en français et publié en 2016. Il s'agit du deuxième roman de la trilogie de space opera, Les Chroniques du Radch, se déroulant dans l'univers Radchaai.

## Résumé
Breq a mis au jour la situation de la maître du Radch: elle est divisée, en guerre contre elle-même. L'ayant obligée à cesser de se le cacher à elle-même, à le reconnaître, la guerre est maintenant ouverte.
Devenue Capitaine de flotte à la demande de l'une des Anaander Minaaï, aux commandes du Miséricorde de Kalr, Breq se rend dans le système d'Athoek où réside la sœur de la lieutenant Awn, décédée le jour de la destruction du vaisseau Justice de Toren (qui n'est autre que Breq). Elle doit assurer la sécurité du système en prévision de l'arrivée de la guerre entre les maîtres du Radch opposées.

## Accueil critique et récompenses
L'Épée de l'ancillaire est très bien accueilli par la critique. Il remporte de plus le prix British Science Fiction du meilleur roman 2014 et le prix Locus du meilleur roman de science-fiction 2015.

## Éditions
- Ancillary Sword, Orbit, 7 octobre 2014, 391 p.  (ISBN 978-0-316-24665-1)
- L'Épée de l'ancillaire, J'ai lu, coll. « Nouveaux Millénaires », 6 avril 2016, trad. Patrick Marcel, 413 p.  (ISBN 978-2-290-11137-6)
- L'Épée de l'ancillaire, J'ai lu, coll. « Science-fiction » no 11975, 8 novembre 2017, trad. Patrick Marcel, 381 p.  (ISBN 978-2-290-11144-4)
- L'Épée de l'ancillaire, dans le recueil Les Chroniques du Radch - Intégrale, J'ai lu, coll. « Science-fiction », 10 septembre 2025, trad. Patrick Marcel, 1 184 p.  (ISBN 978-2-290-42191-8)